# Ana Martínez de Luco
Ana Martínez de Luco (País Vasco, 1960) es una monja española, fundadora del centro de reciclaje sin ánimo de lucro Sure We Can en Nueva York (Estados Unidos). 

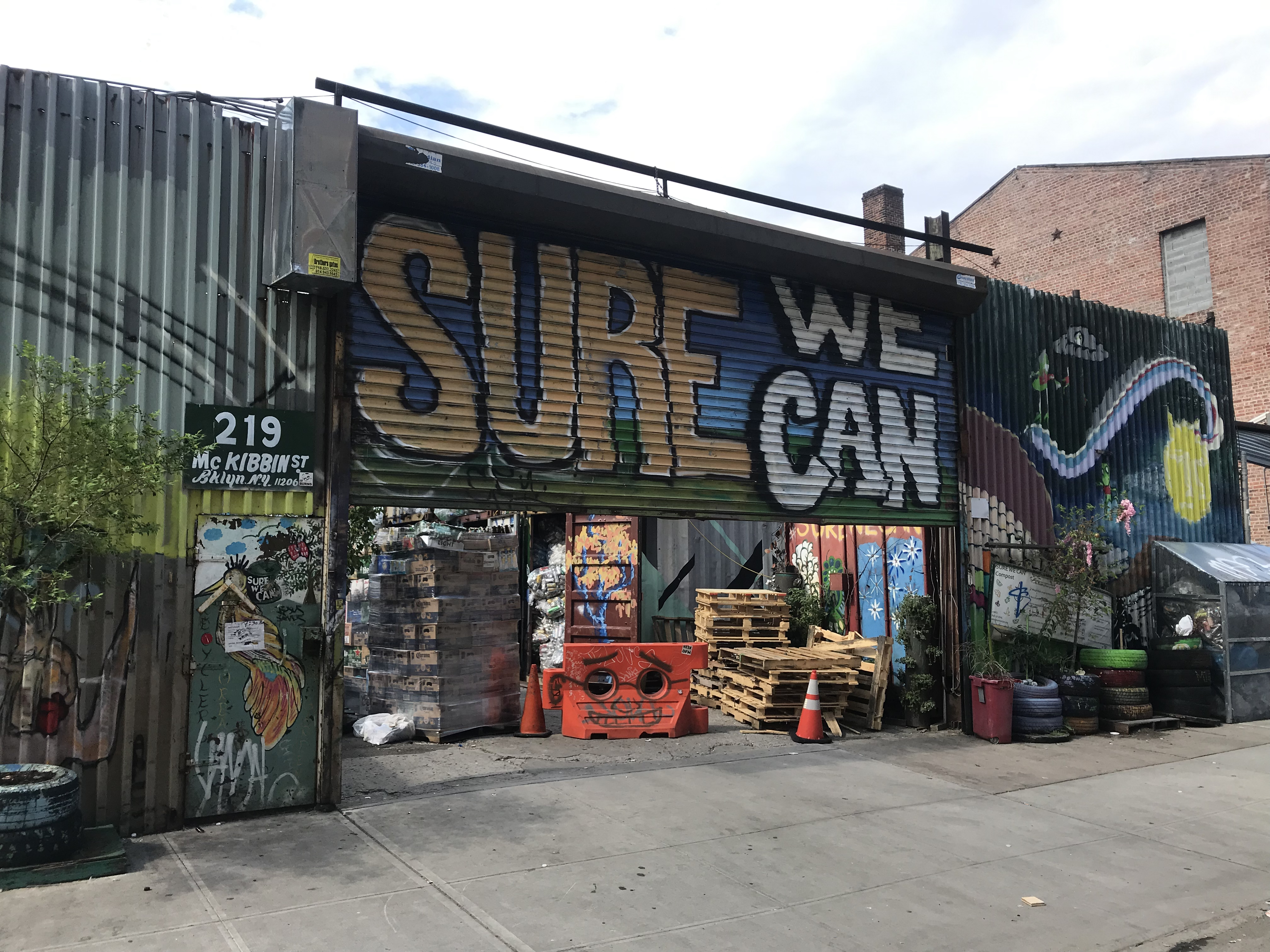
Centro de reciclaje Sure We Can (Brooklyn, Nueva York - 2019)

## Trayectoria
Martínez nació en el País Vasco y se convirtió en monja a los 19 años. Pertenece a la organización de las Hermanas para la Comunidad Cristiana. En 2004, se mudó a Nueva York y, tres años después, en 2007, fundó en Brooklyn el centro de reciclaje Sure We Can. Este lugar es el único centro de reciclaje sin ánimo de lucro de la ciudad de Nueva York. En 2016, Martínez renunció a su puesto de dirección de la ONG Sure We Can.
Uno de los objetivos de Martínez es la creación de trabajo digno para las personas que se dedican al reciclaje entre los que se incluyen inmigrantes, discapacitados, ancianos y personas sin hogar. Dirige talleres, enseñando a la gente sobre cooperativas de trabajadores.